# Ciałko żółte

Kolejność zmian w jajniku podczas cyklu miesiączkowego. Powstanie ciałka żółtego oznaczono numerem 5.
Pozostałe oznaczenia
1 - Menstruacja (miesiączka)
2 - Rosnące pęcherzyki
3 - Dojrzały pęcherzyk z komórką jajową
4 - Owulacja (jajeczkowanie)
5 - Ciałko żółte
6 - Zanik ciałka żółtego

Ciałko żółte (łac. corpus luteum) – efekt przekształceń pęcherzyka jajnikowego, który funkcjonuje jako gruczoł dokrewny. Powstaje po uwolnieniu oocytu II rzędu w miejscu pękniętego pęcherzyka jajnikowego. Główną rolę w wytwarzaniu ciałka żółtego odgrywają komórki warstwy ziarnistej. Proces przemiany pęcherzyka jajnikowego w ciałko żółte nazywany jest luteinizacją. Ciałko żółte produkuje progesteron, hormon przygotowujący błonę śluzową macicy do przyjęcia zarodka powstałego z zapłodnionej komórki jajowej i umożliwienia jego rozwoju. W późniejszym etapie ciąży (14-18 tydzień) funkcję wytwarzania progesteronu u człowieka, całkowicie przejmuje łożysko. Gdy nie dojdzie do zapłodnienia, ciałko żółte po 10-12 dniach zaczyna zanikać wskutek działania leukocytów oraz fibroblastów odkładających w ciałku żółtym kolagen. Proces ten nosi nazwę luteolizy. W jego wyniku ciałko żółte przekształca się w ciałko żółte miesiączkowe, a następnie w ciałko białawe. Doprowadza to do gwałtownego spadku poziomu progesteronu (obniżenie poziomu progesteronu jest powodem rozpoczęcia menstruacji). Natomiast gdy komórka jajowa zostanie zapłodniona, ciałko żółte rozrasta się i tworzy ciałko żółte ciążowe.
Ciałko żółte produkuje oprócz progesteronu także estrogeny, inhibinę i relaksynę .